# I Belong To Me
Singles de Jessica Simpson
 A Public Affair
(2006) You Spin Me 'Round (Like A Record)
(2007)
I Belong to Me est le second single de la chanteuse américaine Jessica Simpson, extrait du cinquième album A Public Affair, sorti le 26 septembre 2006. Le titre est écrit par Diane Warren et composé par Stargate.

## Historique
En 2005, MTV annonce que Jessica Simpson a commencé à enregistrer son cinquième album. En novembre 2005, Jessica Simpson annonce sa séparation avec Nick, puis le 16 décembre 2005, elle demande le divorce citant des « différends irréconciliables » après six ans de relation et trois ans de mariage,. Leur divorce a été prononcé le 30 juin 2006. Il est également reporté que Simpson part de son label Columbia Records, pour rejoindre Epic, afin de poursuivre sa carrière musicale sous ce label. L'album A Public Affair, sorti en 2006, est donc le premier disque de Jessica Simpson depuis son divorce avec Nick Lachey, d’où le nom de l'opus A Public Affair.

## Informations
I Belong to Me, est écrit par Diane Warren et composé par Stargate, est une ballade r&b, qui parle des décisions que Jessica doit prendre elle-même, referme l'album.

## Clip vidéo
La vidéo qui accompagne la chanson, est réalisée par Matthew Rolston. Elle y dévoile Jessica Simpson en train de se couper les cheveux et de se maquiller dans un loft.

## Performance commerciale
I Belong to Me s'érige dans le classement avant d'en ressortir aussitôt.

## Liste et formats
| Chart (2006)                                | Peak position |
| ------------------------------------------- | ------------- |
| US Billboard Bubbling Under Hot 100 Singles | 10            |
| US Mainstream Top 40 (Billboard)            | 90            |
| Ukraine (FDR Pop Charts)                    | 7             |